# Колодин, Дмитрий Викторович
Дмитрий Викторович Колодин (род. 12 апреля 1978, Кривой Рог, Днепропетровская область) — украинский футболист и тренер. Мастер спорта Украины.

## Биография
Родился 12 апреля 1978 года в городе Кривой Рог Днепропетровской области.

## Игровая карьера
Воспитанник СДЮШОР «Металлург» (Запорожье). Первый тренер — Виктор Высочин, далее Равиль Шарипов и Александр Томах.
В «Металлург» пришёл в 17-летнем возрасте при тренере Александре Томахе. В высшей лиге дебютировал 6 апреля 1996 года в игре против «Таврии» (3:0). В 1999 году, когда команду начал тренировать Мирон Маркевич, Колодин пошёл по арендам, а окончательно из «Металлурга» ушёл в 2001 году.
Желая «посмотреть на себя со стороны вдали от родительского дома», в 2002 году Колодин отправился играть в Белоруссию. Выступал в командах «Динамо» (Минск) и «Локомотив-96» (Витебск). Период с 2005 по 2007 годы провёл в украинской команде «Десна» (Чернигов), с которой занимал второе и первое места в группе второй лиги, завоевал место в первой лиге.
В 2008 году вернулся в Белоруссию. В команде «Сморгонь» сыграл 27 матчей в сезоне, после окончания которого получил предложение от кишинёвской «Дачии», и принял его. Сезон 2009 начал в Молдавии, но после того как финансовое положение команды ухудшилось, вернулся в «Сморгонь». Следующий сезон также провёл в двух клубах: начинал в узбекском «Кызылкуме», а заканчивал в белорусском «Нафтане».
Последние два года карьеры играл в украинских командах МФК «Николаев» и «Жемчужина» (Ялта).

## Тренерская карьера
В январе 2013 года был назначен ассистентом тренера Игоря Лучкевича в молодёжном составе запорожского «Металлурга».
С 2020 года был назначен главным тренером ФК «Запорожье».

## Семья
Сын советского футболиста Виктора Колодина.